# Тулин, Юрий Нилович
Тулин Юрий Нилович (14 августа 1921, Максатиха, Вышневолоцкий уезд Тверской губернии — 27 июля 1983, Ленинград) — советский живописец, график, заслуженный художник РСФСР, заслуженный деятель искусств РСФСР, член Ленинградской организации Союза художников РСФСР, мастер исторической картины.

## Биография
Тулин Юрий Нилович родился 14 августа 1921 года в селе Максатиха (в некоторых источниках указывается хутор Кедровка Максатихинского района) Вышневолоцкого уезда Тверской губернии.
В 1922 семья Тулиных переезжает в Петроград. В 1930—1936 годах Тулин занимался в частной художественной студии у А. Р. Эберлинга и П. Г. Михайлова, затем в студии ленинградского Дворца пионеров. В 1937—1941 годах обучался в Средней художественной школе при Всероссийской Академии художеств у П. П. Казакова, А. Д. Зайцева.
В 1941 Тулин поступил на живописный факультет Ленинградского института живописи, скульптуры и архитектуры, обучался с перерывами до 1950 года. Занимался у Михаила Бернштейна, Генриха Павловского, Александра Зайцева.
В годы блокады Юрий Тулин оставался в Ленинграде, работал на заводе. В 1943 году поступил на последний курс возобновившего работу Таврического художественного училища. После возвращения в 1944 году из эвакуации ленинградского института живописи, скульптуры и архитектуры Тулин возобновил занятия на факультете живописи и в 1950 году окончил институт по мастерской профессора Бориса Иогансона с присвоением квалификации художника живописи. Дипломная картина — «С. М. Киров в Хибинах».
Участвовал в выставках с 1948 года, экспонируя свои работы вместе с произведениями ведущих мастеров изобразительного искусства Ленинграда. Писал жанровые и исторические композиции, портреты, пейзажи. В 1951 году был принят в члены Ленинградского Союза художников.
Тулин обладал даром исторического живописца редкого драматического звучания. Совершенствование выразительных средств мастера шло за счет усиления живописности в трактовке образа и декоративности колорита, освобождения от излишних подробностей и достижения большей целостности восприятия. Среди произведений, созданных Тулиным, картины «Автопортрет. Апрель» (1942), «Девочка» (1950), «В гидротурбинном цехе завода имени И. Сталина» (1951, коллектив авторов), «Митинг у памятника жертв кровавого воскресенья» (1955), «На Лене», «Зима», «Прага. Карлов мост» (все 1956), «Лена. 1912 год», «Улица в Гурзуфе», «Прага» (все 1957), «Бахчисарай», «Старый Псков», «На Кубани», «Ленинград. Ланская» (все 1958), «Парк Лесотехнической академии», «Выборгская строится» (обе 1959), «Артёмовский прииск», «Повесть о блокаде» (1960), «После работы. Портрет строителя А. Н. Кучумова», «Портрет полевода Е. Ф. Кузнецовой» (обе 1961), «Туркменские ковровщицы» (1962), «Рыбозавод. Япония», «Гинза ночью. Токио», «Разговор», «Судьба солдата в Японии», «Павший демонстрант» (все 1964), «Ленинградка. 1942 год», «На остановке Ланская», «На Каменном острове» (все 1965), «Белая ночь», «Скорбная весть», «В ожидании» (все 1967), «Самое дорогое», «Псковское раздолье» (обе 1968), «Портрет артиста В. Стржельчика», «Автопортрет», «Портрет художника Я. Николаева», «Ладожский лёд пошёл», «Деревня Лидины» (все 1971), «Байкал», «Ветреный день» (обе 1972), «Мать и ребёнок» (1974), «Во имя свободы» (1975), «Портрет солиста балета О. Г. Соколова», «Портрет сборщика И. К. Волкова» (обе 1976), «Встреча партизан ленинградской области с ленинградцами» (1977), «Деревня Терпигорье», «Золотая рыба», «Крым. Кипчак» (все 1978), «Планы на будущее» (1980) и другие.
Персональные выставки произведений Тулина были показаны в Ленинграде (1972, 1986, 1987), Москве (1972), Санкт-Петербурге (2001). В 1958 году Юрий Тулин был удостоен премии Гран-При международной художественной выставки в Брюсселе за картину «Лена. 1912 год.» (1957, ГРМ). В 1961 году Юрий Тулин был удостоен почётного звания Заслуженный художник РСФСР, в 1965 — звания Заслуженный деятель искусств РСФСР.

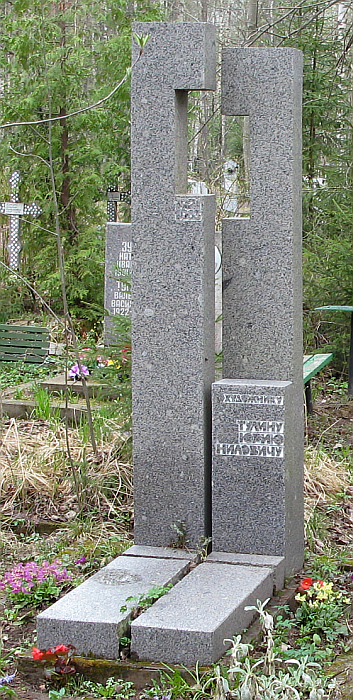
Могила художника Тулина Ю. Н.

Скончался в Ленинграде 27 апреля 1983 года на 62-м году жизни.
Произведения Ю. Н. Тулина находятся в Государственном Русском музее, Государственной Третьяковской галерее, в многочисленных музеях и частных собраниях в России, Японии, Великобритании, Франции и других странах. Известны живописные, графические и скульптурные портреты Ю. Тулина, исполненные в разные годы ленинградскими художниками и скульпторами, в том числе А. И. Чернецким (1972).

## Выставки
- 1950 год (Москва): Художественная выставка 1950 года.
- 1951 год (Ленинград): Выставка произведений ленинградских художников.
- 1951 год (Ленинград):  «Выставка произведений ленинградских художников 1951 года» в Государственном Русском музее.
- 1952 год (Ленинград): Выставка произведений ленинградских художников.
- 1954 год (Ленинград): Выставка произведений ленинградских художников открылась в Государственном Русском музее.
- 1955 год (Ленинград): Весенняя выставка произведений ленинградских художников.
- 1956 год (Ленинград): Осенняя выставка произведений ленинградских художников.
- 1957 год (Москва): Выставка живописи, скульптуры, графики к первому Всесоюзному съезду советских художников . Среди экспонентов - Александр Герасимов, Александр Дейнека, Сергей Захаров, Павел Корин,  Евсей Моисеенко, Михаил Натаревич, Глеб Савинов, Иван Савенко, Борис Иогансон, Виктор Орешников, Александр Лактионов, Аркадий Пластов, Николай Тимков, Виктор Тетерин, Юрий Тулин и другие художники.
- 1957 год (Ленинград): 1917 - 1957. Выставка произведений ленинградских художников.
- 1957 год (Москва): Всесоюзная художественная выставка, посвящённая 40-летию Великой Октябрьской социалистической революции.
- 1958 год (Москва): Всесоюзная художественная выставка "40 лет ВЛКСМ".
- 1958 год (Ленинград): Осенняя выставка произведений ленинградских художников.
- 1960 год (Ленинград): Выставка произведений ленинградских художников 1960 года.
- 1960 год (Ленинград): Выставка произведений ленинградских художников.
- 1960 год (Москва): Советская Россия. Республиканская художественная выставка.
- 1961 год (Ленинград): «Выставка произведений ленинградских художников».
- 1962 год (Ленинград): "Осенняя выставка произведений ленинградских художников".
- 1964 год (Ленинград): Ленинград. Зональная выставка.
- 1965 год (Москва): Всесоюзная художественная выставка "На страже мира", посвящённая 20-летию Победы советского народа в Великой Отечественной войне , с участием Александра Дейнеки, Энгельса Козлова, Бориса Корнеева, Бориса Лавренко, Олега Ломакина, Евсея Моисеенко, Юрия Непринцева, Ивана Савенко, Глеба Савинова, Владимира Селезнева, Юрия Тулина и других художников.
- 1965 год (Ленинград): Весенняя выставка произведений ленинградских художников.
- 1965 год (Москва): Советская Россия. Вторая Республиканская художественная выставка.
- 1967 год (Москва): Советская Россия. Третья Республиканская художественная выставка.
- 1968 год (Ленинград): Осенняя выставка произведений ленинградских художников.
- 1970 год (Ленинград): Выставка произведений ленинградских художников, посвящённая 25-летию победы над фашистской Германией.
- 1971 год (Ленинград): Наш современник. Каталог выставки произведений ленинградских художников 1971 года.
- 1971 год (Ленинград): Осенняя выставка произведений ленинградских художников 1971 года.
- 1972 год (Ленинград): По Родной стране. Выставка произведений ленинградских художников.
- 1973 год (Ленинград): Осенняя выставка произведений ленинградских художников.
- 1975 год (Ленинград): Наш современник. Зональная выставка произведений ленинградских художников.
- 1976 год (Ленинград): Портрет современника. Пятая выставка произведений ленинградских художников.
- 1976 год (Москва): Изобразительное искусство Ленинграда.
- 1977 год (Ленинград): Выставка произведений ленинградских художников, посвящённая 60-летию Великого Октября.
- 1978 год (Ленинград): Осенняя выставка произведений ленинградских художников.
- 1980 год (Ленинград): Зональная выставка произведений ленинградских художников.
- 1980 год (Ленинград): Выставка «Петербург — Петроград — Ленинград в произведениях русских и советских художников».
- 1984 год (Ленинград): Подвигу Ленинграда посвящается. Выставка произведений ленинградских художников, посвящённая 40-летию полного освобождения Ленинграда от вражеской блокады.
- 1997 год (Петербург): Связь времён. 1932-1997. Художники - члены Санкт-Петербургского Союза художников России.